# Colobopsis explodens
Colobopsis explodens — вид мурашок підродини мирміцин (Myrmicinae). Описаний у 2018 році.

## Поширення
Вид поширений в Південно-Східній Азії. Трапляється на півдні Таїланду, в Малайзії та Брунеї. Живе у тропічних вологих лісах.

## Опис
Мурашки червоно-коричневого кольору, середнього розміру, довжина близько 1 см (дрібні робочі мурашки 4,74-7,21 мм; пробкоголові солдати 7,30-8,71 мм; самиці 10,50-12,16 мм; самці близько 7 мм).

## Спосіб життя
Мурашники буду на деревах на висоті 40-60 м. Належить до групи так званих «суїцидальних» або «вибухових» мурашок. Мурашки, захищаючи гніздо, можуть надмірно скорочувати м'язи черевця, що розриває його покриви, розбризкуючи клейку отруйну речовину у всіх напрямках.